# Козани (дим)
Коза́ни (греч. Δήμος Κοζάνης) — община (дим) в Греции. Входит в периферийную единицу Козани в периферии Западная Македония. Население 71 388 человек по переписи 2011 года. Площадь общины — 1071,251 квадратного километра. Плотность — 66,64 человека на квадратный километр. Административный центр — Козани. Димархом на местных выборах в 2014 году избран Элефтериос Иоаннидис (Ελευθέριος Ιωαννίδης).
Община создана в 1918 году (греч. ΦΕΚ 98Α). В 2010 году (греч. ΦΕΚ 87Α) по программе «Калликратис» к общине Козани присоединены упразднённые общины Димитриос-Ипсандис, Эани, Элимия, Элиспондос.

## Административное деление
Община (дим) Козани делится на 5 общинных единиц.